# ナチュラル・カラーズ
『ナチュラル・カラーズ』（Natural Colors）は、アメリカ合衆国のシンガーソングライター、プリシラ・アーンが2012年に発表したカバー・アルバム。フル・レングスのアルバムとしては通算3作目に当たり、当時アーンが所属していたブルーノート・レコードの作品の日本発売元に当たるEMIミュージック・ジャパンにより制作・発売された。

## 背景
スタジオジブリ作品のカバー・アルバムを作りたいという思いから発展して作られた作品で、本作では「風の谷のナウシカ」（映画『風の谷のナウシカ』より）、「やさしさに包まれたなら」（映画『魔女の宅急便』より）といったジブリ関連作品が歌われた。そして、最終的にはSUPER BUTTER DOG、くるり、井上陽水、はっぴいえんどといった日本のアーティストの曲も含む内容となった。はっぴいえんどのカバー「風をあつめて」は、アーンが初めて好きになった日本語の曲とのことで、映画『ロスト・イン・トランスレーション』のサウンドトラックを聴き、この曲を知ったという。日本の曲のカバーに関しては、大部分の曲は日本語詞で歌われているが、SUPER BUTTER DOGの「サヨナラCOLOR」は英語詞と日本語詞の2種類のバージョンが収録された。
モンキーズのカバー「デイドリーム・ビリーバー」は、ザ・タイマーズのカバーにおける日本語詞も取り入れられており、アーン自身は「タイマーズのバージョンを聴いたときは、清志郎さんの歌の生命力に驚きましたね」とコメントしている。また、アーンのオリジナル曲「希望の歌」と「ドリーム」も、本作では日本語詞と英語詞の両方を織り交ぜた内容となっている。

## 反響・評価
日本では2012年7月9日付のオリコンチャートで最高186位を記録し、4週チャート入りした。CDジャーナルのミニ・レビューでは「くるり、荒井由実、『風の谷のナウシカ』、ビートルズ……などが、淡い歌声で再現される時、客観的な視線は無意識な形で言葉の美しさを浮き彫りにする」と評されている。

## 収録曲
1. デイドリーム・ビリーバー - "Daydream Believer" - 4:04
  - 作詞・作曲：ジョン・スチュワート／日本語詞：ZERRY
  - モンキーズが1967年に発表したシングル曲。ザ・タイマーズによるカバーの日本語詞も使用されている[5]。
2. 風の谷のナウシカ - 4:47
  - 作詞：松本隆／作曲：細野晴臣
  - 安田成美が1984年に発表したシングル曲。
3. サヨナラCOLOR (English version) - 4:49
  - 作詞・作曲：永積タカシ／英語詞：プリシラ・アーン
  - SUPER BUTTER DOGが2001年に発表したシングル曲。
4. ばらの花 - 5:03
  - 作詞・作曲：岸田繁
  - くるりが2001年に発表したシングル曲。
5. ノルウェーの森 - "Norwegian Wood (This Bird Has Flown)" - 2:20
  - 作詞・作曲：レノン＝マッカートニー
  - ビートルズのアルバム『ラバー・ソウル』（1965年）より。
6. やさしさに包まれたなら - 4:12
  - 作詞・作曲：荒井由実
  - 荒井由実が1974年に発表したシングル曲。
7. 帰れない二人 - 4:40
  - 作詞・作曲：井上陽水、忌野清志郎
  - 井上陽水のシングル「心もよう」（1973年）のB面曲。
8. 哀しみのアダージョ - "T'en va pas" - 3:46
  - 作詞：レジス・ヴァルニエ、カトリーヌ・コーエン／作曲：ロマーノ・ムスマッラ
  - エルザ・ランギーニが1986年に発表したシングル曲。この曲のみフランス語で歌われた[2][5]。
9. 風をあつめて - 4:10
  - 作詞：松本隆／作曲：細野晴臣
  - はっぴいえんどのアルバム『風街ろまん』（1971年）より。
10. 希望の歌（日本語詞付） - "Song for Hope" - 3:28
  - 作詞・作曲：プリシラ・アーン
  - 2011年に「Song for Japan」というタイトルでYouTubeにアップされたオリジナル曲。正式な録音は本作が初となる。
11. ドリーム（日本語詞付） - "Dream" - 3:44
  - 作詞・作曲：プリシラ・アーン
  - メジャー・デビュー作『グッド・デイ』（2008年）からのシングル曲のセルフ・カバー。
12. サヨナラCOLOR - 4:50
  - 作詞・作曲：永積タカシ
  - 3.と同じ曲だが、ここではオリジナルの日本語詞で歌われた。

## 参加ミュージシャン
- プリシラ・アーン - ボーカル、アコースティック・ギター、ピアノ、ウクレレ、ホイッスル、グロッケンシュピール、ヴィブラフォン、チェレステ、ハーモニカ、バンジョー他
- アーロン・アーンツ - ピアノ、キーボード
- Zac Rae - ピアノ、エレクトリックピアノ、オルガン、パンプ・オルガン、オムニコード、キーボード、オートハープ
- ジェイク・ブラントン - ギター、ベース、バックグラウンド・ボーカル
- ウェンディ・ワング - ギター
- ジェン・コンドス - ベース
- ジェイク・シンクレア - ベース
- Jonathan Flaugher - アップライト・ベース
- アーロン・レッドフィールド - ドラムス
- ルーク・アダムス - ドラムス、パーカッション
- オリヴァー・クラウス - チェロ
- マリウス・デ・ヴライス - キーボード、アレンジ(on #2)
- ブラム・インスコア - キーボード、ベース、バックグラウンド・ボーカル、アレンジ(on #8)